# St. Johannes Nepomuk (Neckargemünd)

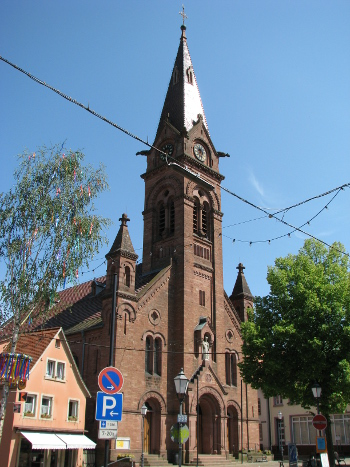
St.-Johannes-Nepomuk-Kirche

St. Johannes Nepomuk ist eine katholische Kirche in Neckargemünd im Rhein-Neckar-Kreis im Nordwesten Baden-Württembergs. Sie wurde zwischen 1894 und 1896 im neuromanischen Stil erbaut.

## Geschichte
1556 führte Kurfürst Ottheinrich in der Kurpfalz die Reformation ein. Erst als ab 1685 mit Philipp Wilhelm wieder ein katholischer Zweig der Wittelsbacher die Kurpfalz regierte, waren wieder katholische Gottesdienste möglich. 1688 erhielten die Neckargemünder Katholiken einen Pfarrer aus dem Bistum Würzburg, der zunächst auf dem Dilsberg wohnte, bis im Jahr 1700 ein Pfarrhaus in Neckargemünd gebaut wurde. Die Ulrichskirche allerdings wurde bei der Pfälzischen Kirchenteilung den Reformierten zugeteilt, wodurch die Simultannutzung endete. Die katholische Gemeinde feierte ihre Gottesdienste ab 1707 im Rathaus, das 1724/25 ganz zur Pfarrkirche umgebaut wurde.
Nachdem Johannes Nepomuk 1729 heiliggesprochen wurde, wurde die Kirche ihm zu Ehren am 6. Mai 1735 geweiht. Ende des 19. Jahrhunderts entschloss man sich zum Neubau einer großen Kirche. Von 1894 bis 1896 wurde der Bau ausgeführt. Am 30. Mai 1897 wurde die neue Johannes-Nepomuk-Kirche konsekriert. Zum hundertjährigen Jubiläum wurde sie renoviert und der Chorraum von dem Künstler Michael Münzer neu gestaltet. Die Pfarrei gehört heute zur Seelsorgeeinheit Neckargemünd im Dekanat Kraichgau im Erzbistum Freiburg.

## Beschreibung

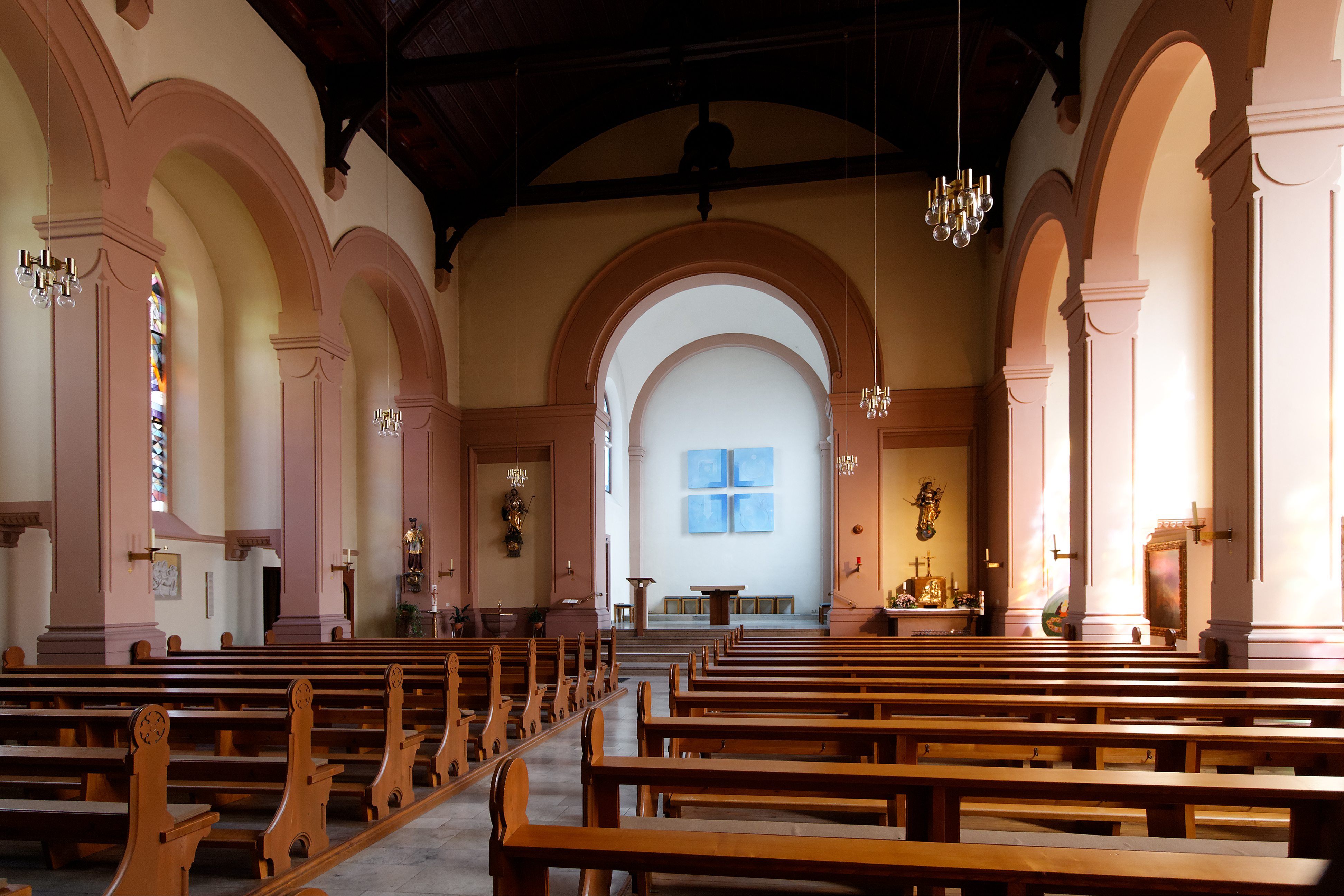
Innenraum

Die St.-Johannes-Nepomuk-Kirche steht im Zentrum von Neckargemünd am Marktplatz. Sie ist eine dreischiffige Hallenkirche aus Buntsandstein im neuromanischen Stil. Über dem Hauptportal steht in einer Figurennische eine Statue des Kirchenpatrons Johannes Nepomuk. Am Turm treten markante Wasserspeier hervor.
Im Innenraum unterteilen Sandsteinarkaden die drei Schiffe. Über dem Eingang befinden sich Reliefs der vier Evangelisten mit ihren Symbolen.

## Orgel
Die Orgel wurde 1966 von Michael Weise erbaut. Das Instrument hat  23 Register (1604 Pfeifen) auf zwei Manualen und Pedal. Die Spieltrakturen sind mechanisch, die Registertrakturen sind elektrisch.
| I Hauptwerk C–g3 |       |
| Prinzipal        | 8′    |
| Rohrgedackt      | 8′    |
| Oktav            | 4′    |
| Kleingedackt     | 4′    |
| Hohlflöte        | 2′    |
| Rauschpfeife II  | 2 ⁄3′ |
| Mixtur IV        | 1 ⁄3′ |
| Cornett V        |       |
| Trompete         | 8′    |

| II Schwellwerk C–g3 |       |
| Gedackt             | 8′    |
| Salicional          | 8′    |
| Rohrflöte           | 4′    |
| Prinzipal           | 2′    |
| Sesquialtera II     | 2 ⁄3′ |
| Sifflöte            | 1 ⁄3′ |
| Mixtur III          | 2⁄3′  |
| Oboe                | 8′    |
| Tremulant           |       |

| Pedal C–f1 |     |
| Subbass    | 16′ |
| Oktavbass  | 8′  |
| Holzpommer | 8′  |
| Oktav      | 4′  |
| Fagott     | 16′ |
| Trompete   | 8′  |

- Koppeln: II/I, I/P, II/P

## Glocken
Im Kirchturm, in die Eingangsfassade mittig eingeschnitten, hängt ein vierstimmiges Glockengeläut aus Bronze, das 1951 von Friedrich Wilhelm Schilling gegossen wurde.
Daten der Glocken:
| Glocke | Durchmesser | Gewicht | Schlagton |
| ------ | ----------- | ------- | --------- |
| 1      | 970 mm      | 606 kg  | g′+3      |
| 2      | 810 mm      | 348 kg  | b′+2      |
| 3      | 744 mm      | 279 kg  | c″+3      |
| 4      | 660 mm      | 195 kg  | d″+3      |